# Museo Arqueológico de Kilkís
El Museo Arqueológico de Kilkís es uno de los museos de Grecia. Se encuentra en Kilkís, una ciudad de Macedonia Central. Está activo desde 1972.

## Colecciones
El museo contiene una colección de objetos procedentes de yacimientos arqueológicos de la unidad periférica de Kilkís. 
De la prehistoria, la colección contiene herramientas y figurillas del  periodo neolítico que provienen de Koljida y de Galikós. 
A la Edad del Hierro temprana pertenece una importante colección de objetos entre los que destacan joyas como brazaletes, colgantes, anillos y fíbulas de bronce, algunas con decoración zoomórfica. 
En otra sala hay otros objetos procedentes de ajuares funerarios de la necrópolis del antiguo Gynekókastro, como armas, hachas dobles y cerámica. En otra de las salas se exponen objetos de la necrópolis de Europós y la evolución de los usos y rituales funerarios a lo largo de toda su historia. También se exponen objetos procedentes del yacimiento arqueológico de Filyriá.
Por otra parte, hay estelas funerarias con representaciones en relieve, así como un decreto honorífico de  la ciudad de Morrilo. Entre los objetos más destacados del museo se encuentra el denominado kuros de Europo, de finales del siglo VI a. C. y las estatuas de cuatro héroes epónimos procedentes del yacimiento arqueológico de Palatianó, del siglo II.
|                                  |
| Objetos prehistóricos del museo. |

|                     |
| El kuros de Europo. |

|                                                         |
| Las cuatro estatuas de héroes procedentes de Palatianó. |